# 지호지방시
지호지방시(1991년 7월 14일 ~)는 미국의 래퍼, 음식점 포차끌리네여의 사장이다. 2019년 싱글 《100 Bitches on My D》로 정식 데뷔했다.

## 학력
- 서울청담초등학교

## 방송
- Dexpedition
- 쇼미더머니 6 (2017) - 1차 예선 탈락
- 쇼미더머니 8 (2019) - Top87
- 쇼미더머니 9 (2020) - 2차 예선 탈락

## 음반

### 정규
- WHOLE LOTTA CASH (2019.10.29)

### 싱글
- 100 Bitches on My D (2019.06.26)
- Life Is Whatever (2019.09.25)
- Blue Emoji (Feat. BRWN) (2019.12.04)
- 돌리고 What (2019.12.13)
- You Can't Control Me (2020.2.1)
- Machine Gun (Feat. 반달) (2020.9.14)
- IBIZA (Feat. 신시아) (2020.9.15)
- Frank Ocean (Feat. Javan) (2020.10.17)
- FLOWER (2021.3.11)
- 압구정 (2023.2.20)
- TO. J (With. 박기표)